# Carl Axel Pereswetoff-Morath
Carl Axel Pereswetoff-Morath, född 26 april 1763 på Söderö säteri, Kättilstads socken, Östergötland, död 25 januari 1844 på Normestorp säteri, Slaka socken, Östergötland, var en svensk militär, godsägare och frimurare.

## Biografi
Pereswetoff-Morath, som föddes i en svensk adlig militärsläkt av ryskt ursprung, blev sergeant vid Skaraborgs regemente 23 september 1774, fänrik sannolikt vid Drottningens livregemente till fot 1776, stabsfänrik vid Östgöta infanteriregemente 1779, löjtnant vid samma regemente 1785 och kapten i armén 1789. 1794 blev han adjutant hos Gustav IV Adolf och major i armén; han tog avsked från överadjutantsbefattningen 20 maj 1807. 1808 blev han chef för Jönköpings 1:a lantvärnsbataljon och 26 juni 1809 överadjutant hos den nytillträdde Karl XIII samt överstelöjtnant i armén. Pereswetoff-Morath fick överstes rang 23 februari 1813 och blev 26 juni 1814 kommendant i Strömstad. Han fick 1816 avsked med tillstånd att kvarstå som överste i armén.
Under Gustav III:s ryska krig 1788–1790 uppsatte och värvade Pereswetoff-Morath 1788 på uppdrag av Gustav III och av egna medel ett kompani vid Tornérhielmska bataljonen. Han sårades lindrigt av en kula i huvudet vid Högfors i Nyland 1 september 1788 och i sidan av en kanonkula vid stormningen av Älgsjö batteri den 29/30 september 1789 under Slaget vid Älgsjöskatan. Han bevistade senare fälttåget i Norge 1808 under Dansk-svenska kriget, då han deltog med sin lantvärnsbataljon i bl.a. Slaget vid Berby, samt Fälttåget mot Norge 1814.
Pereswetoff-Morath var verksam frimurare och en av initiativtagarna till att etablera frimureriet i Östergötland 1807, i vilket han var hjälpt av att ha Hertig Karls bevågenhet. Han blev 1810 styresman för Andreaslogen Gyllene Gripen i Linköping och sändes 1819 till Stockholm för att också utverka en kapitelloge i Linköping, vilket lyckades. 1815–1824 var han kansler och deputerad provinsialmästare.

## Riksdagsarbete: 1812 års tryckfrihetsförordning och motionen ”rörande Judarne”
Som riksdagspolitiker är Pereswetoff-Morath mest ihågkommen för den motion mot judarna i riket som han lade fram under 1828–1830 års riksdag och som menats innehålla de mest judefientliga tirader som någonsin hörts på Riddarhuset. Judereglementet debatterades flitigt under dessa år och Pereswetoff-Morath vände sig mot att judar, som han skriften igenom karakteriserade som ”procentare” men också liknade vid ”roflystna, giftiga skadedjur”, skulle få vistas i landet, då de var ”individer af ett fremmande folk, med fremmande lynne, fremmande seder [och] fremmande religions- och moralbegrepp”. Mot motionen vände sig bland andra den unge Lars Johan Hierta och den kom att avvisas, om än mer på grundval av ett utskottsbetänkande om att staten inte borde gå miste om stora skatteintäkter.
Men Pereswetoff-Moraths var aktiv riksdagsman även tidigare. Under de tidvis turbulenta konstitionella debatterna vid 1809 års riksdag framträdde han för det gustavianska partiet, som hade som yttersta hemliga mål att rädda tronen för Gustav IV Adolfs son Gustaf, trots att prins Karl Augusts kandidatur redan segrat i sommarens tronföljarval. Också hans agerande under 1812 års urtima riksdag har uppmärksammats. Under denna riksdag omformades 1810 års tryckfrihetsförordning under konstitutionellt tvivelaktiga former till 1812 års, som skulle gälla fram till 1949. Den skärpte lagen och införde den så kallade indragningsmakten, dvs. myndighetsrätten att förhindra spridningen av en tidning eller tidskrift genom att dra in tillståndet för vidare utgivning. Pereswetoff-Morath framträdde i adelsståndet och betonade med kraft behovet av att bevaka tidningarna strängare och argumenterade för att indragningsmakten borde kunde återinföras direkt utan ytterligare beslut vid följande riksdag, för ”skulle man verkeligen kunna för snart rätta en erkänd skadelig oordning?” Beskyllningar mot personer och korporationer borde inte kunna göras i tidningar utan att de presenterade bevis, ”eller skulle den personliga helgden och aktningen för publiken vara mindre i en allmän tidning, än i en enskilda Rättegångshandling?” Ett handskrivet memorial för samma riksdag som aldrig lästes upp finns bevarat. Det är underskrivet ”Morath” och har tillskrivits Pereswetoff-Morath men det går inte att utesluta mystifikationer. Här ironiserar författaren ohejdat över ett antal tidningar och föreslår att i stället för att bestraffa deras utgivare borde man föreslå att de belönades. Han hänvisar till fabeln där solen och nordanvinden tävlade om vem som kunde ta kappan av en vandrare. Hur vinden än försökte kunde den inte blåsa av kappan, för vandraren höll den mer krampaktigt kring kroppen, men när solen gassade kröp vandraren godvilligt ur sin kapprock.

## Familj
Pereswetoff-Morath var son till majoren Carl Gustaf Pereswetoff-Morath och Regina Elisabeth Duse, från vilken han hade Duseborgs säteri i Gammalkils socken i Östergötland. Han ägde också vid olika tidpunkter Söderö säteri i Kättilstads socken, Hällerstads säteri i Östra Ryds socken och Normestorp säteri i Slaka socken, allt i Östergötland. Han gifte sig 1783 med Ulrika Carolina Montgomery (1764–1846) född i adelsätten Montgomery, med vilken han hade sex barn. Alla utom döttrarna Regina Ulrika Carolina och Christina Charlotta Wilhelmina dog i späd ålder.

## Utmärkelser
- Riddare av Kungliga Svärdsorden (1814)